# Nakayama Masatoshi

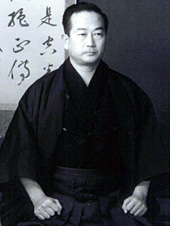
Nakayama Masatoshi (1913–1987)

Nakayama Masatoshi (jap. 中山正敏, * 1913; † 1987) war ein hochrangiger Karate-Meister. Er hatte zuletzt den 10. Dan-Grad inne.
Er wurde in der Präfektur Yamaguchi und trat 1932 in die Takushoku-Universität ein, wo er unter Funakoshi Gichin und dessen Sohn Funakoshi Yoshitaka erstmals Karate kennenlernte. Zur Vertiefung seines Karate-Studiums wanderte er später nach China aus, von wo er 1946 zurückkehrte.
Er war 1949 Mitbegründer der Japan Karate Association (JKA). Erster oberster Technischer Berater (Chief Instructor) der JKA wurde zunächst Funakoshi Gichin, nach dessen Tod wurde Nakayama sein Nachfolger. Nakayama strukturierte das Karate-Training nach den Erkenntnissen der europäischen Sportwissenschaften um. Er standardisierte Techniken und Übungsformen und führte Kata sowie Kumite als Wettkampfdisziplinen ein. Schüler der großen JKA-Dōjōs erzielten in den 1950er und 1960er Jahren bei japanischen und internationalen Wettkämpfen eine bis dahin beispiellose Folge von Erfolgen.
Nakayama schrieb mehrere Bücher, die ihn als Autor sehr bekannt gemacht haben.